# Тина Чери
Тина Чери (англ. Tina Cheri, настоящее имя — Kristina R. Conatser, род. 23 октября 1973 г., Мемфис, штат Теннесси, США) — американская порноактриса, лауреатка премии Venus Award.

## Биография
Родилась 23 октября 1973 года в Мемфисе, штат Теннесси, США. Настоящее имя — Кристина Р. Конзацер (англ. Kristina R. Conatser). Выросла в Миссисипи. Первой страстью Тины была музыка, и некоторое время она занималась пением.
Дебютировала в порноиндустрии в 1995 году, в возрасте около 22 лет, для студии Big Top Video в фильмах Girls Around The World 24 и Busty Debutantes. Вскоре она подписала контракт с Metro Entertainment, снявшись, среди прочих, в постановках Backseat Driver 12 (2000)/Bad Ass Bridgette 2 (2007) с Бриджитт Керков, Брайаном Суривудом и Тайсом Баном.
В 2000 году получила премию Venus Award в категории «лучшая зарубежная актриса (США)».
Также снялась в фильме The Naked Monster (2005).
В 2007 году ушла из индустрии, снявшись в 140 фильмах.
С 1992 года замужем за Грегом Черри.

## Премии и номинации
- 2000 Venus Award победа — лучшая зарубежная актриса (США)[6]
- 2001 AVN Award номинация — лучшая женская сцена, видео — Babes Illustrated 8 (Cal Vista Video/Metro) вместе с Бобби Барроном, Emily, Coral Sands и Фелесией[7]

## Избранная фильмография
- 1999: Pussyman’s Decadent Divas 2 & 4
- 2000: Sorority Sex Kittens 4
- 2000: On the Prowl
- 2001: Babewatch 13 & 14
- 2001: Infidelity
- 2004: Sextacy